# The Day of Revolution
The Day of Revolution (革命の日 Kakumei no Hi) er en japansk mangaserie skrevet og tegnet af Mikiyo Tsuda. Den blev første gang offentliggjort i det japanske mangamagasin Wings marts 1999 – januar 2001 og siden samlet i to bind. Serien er ikke oversat til dansk men til gengæld til tysk og engelsk.

## Plot
Gymnasieeleven Kei falder en dag uventet om blandt sine kammerater. Da han efterfølgende bliver undersøgt af en læge, har denne en overraskende meddelelse, nemlig at Kei genetisk er en pige. Efter at have vægtet frem og tilbage ender han med at gennemgå seks måneders behandlinger af kroppen for derefter at starte forfra i gymnasiet som pigen Megumi. Her får hun hjælp af lægens datter Makoto i at begå sig, men det forhindrer ikke de gamle venner i at komme på sporet af hendes hemmelighed. Men Megumi kan ikke se dem som andet end de gamle venner og er bestemt ikke interesseret i deres tilnærmelser.
Tilfældet fører imidlertid Megumi i armene på Makotos lillebror Mikoto, en sky dreng der også har problemer med tilnærmelser. Det varer ikke længe før kærligheden spirer mellem de to, men de gamle venner har stadig ikke i sinde at lade dem være i fred.

## Personer
- Kei/Megumi Yoshikawa (吉川恵, Yoshikawa Kei/Megumi) er seriens hovedperson. De første 15 år af sit liv var han en normal dreng. En dag faldt han imidlertid uventet om, og den efterfølgende undersøgelse viste, at selv om han måske nok fysisk var en dreng, var han genetisk en pige. Den konkrete forklaring på dette forhold får læseren ikke, men muligheder som unormale kromosomer eller hermafrodisme nævnes. Det vender op og ned på Keis liv, og han vælger at gennemgå seks måneders tilpasninger af kroppen. Ganske vist med lidt protest men ud fra den betragtning at det er bedre at blive en hel kvinde end en halv mand, ligesom det kan hjælpe på det anstrengte forhold til faderen.
Efterfølgende starter han hemmeligt forfra på gymnasiet som pigen Megumi med lægedatteren Makoto som træner og beskytter. Det er svært at omstille sig til livet som pige, men det problem overskygges snart af de gamle venner fra tiden som Kei. For efterhånden står det klart, at Kei og Megumi er en og samme person og vel at mærke en ganske tiltrækkende person, som alle de gamle venner gerne vil vinde. Men Megumi har det skidt med drenge, og et brutalt møde med den gamle fjende Taisei gør ikke sagen bedre. Men det gør til gengæld det uventede møde med Makotos lillebror Mikoto. Magumi og Mikoto har en del tilfælles, og snart spirer kærligheden.
Kanjien 恵 kan læses både som Kei og Megumi, og det er da også en af de ting, der får de gamle venner til at mistænke en forbindelse mellem deres gamle kammerat Kei og den nye pige Megumi.

- Makoto Yutaka (豊麻琴, Yutaka Makoto) er Megumis nære veninde og datter af lægen, der behandlede Megumi. Makoto lærer Megumi at blive en pige i både opførsel og tale. Hun gør meget for at beskytte Megumi, men det viser sig efterhånden, at hun faktisk ønsker at fastholde hende indirekte på den ene eller anden måde. Hun kan lide at kommandere, hvilket blandt andet går udover hendes lillebror Mikoto, overfor hvilken hun hævder at vide alt.

- Mikoto Yutaka (豊実琴, Yutaka Mikoto) er Makotos to år yngre lillebror. Han er en sky men følelsesbetonet person. På kostskolen, hvor han går, bliver han plaget af kammerater, der behandler ham mere som en pige end som en dreng. Men hjemme i ferien møder han en lidelsesfælle i form af Megumi. Han har dog allerede stiftet indirekte bekendtskab med hende i form af Makotos billeder af hende, som han hemmeligt har taget tre af. Forståelsen og kærligheden mellem Mikoto og Megumi spirer imidlertid hurtigt, for de viser sig at have en del tilfælles.
Mikoto er en af de tre prinsesser i Mikiyo Tsudas efterfølgende serie Princess Princess, hvor Megumi og Makoto også kommer på besøg.

- De gamle venner er en her benyttet samlingsbetegnelse for Shuji, Tadashi og Kazutoshi, som Kei plejede at hænge ud med på skolens tag, samt Hiroaki. De er beundrede af pigerne, men selv eftertragter de alle Megumi. Det gør deres indbyrdes forhold komplekst, men trods det tillader de ikke andre tilbedere.
  - Hiroaki Kawada (河和田広明, Kawada Hiroaki) er Keis tidligere klassekammerat og efterfølgende elevrådsformand. Han er fuld af kraft og fremadrettethed.
  - Shuji Toba (鳥羽修司, Toba Shuuji) har en livlig personlighed. Han kunne godt lide at omfavne Kei, uanset at denne ikke var indforstået.
  - Tadashi Tachimachi (立待匡, Tachimachi Tadachi) er en mere stille person. Han er den mindste i gruppen.
  - Kazutoshi Shinmei (神明和季, Kazutoshi Shinmei) er gruppens leder. Han smiler altid men kan være meget dominerende og skræmmende.

- Taisei Nakagawa (中河大誠, Nakagawa Taisei) er elev på skolen og har som mål at overtage taget fra Keis gamle venner. Han er dog ikke det kvikkeste hoved og tænker ikke altid sine planer og handlinger igennem.
- Takayuki Katakaki (片上孝之, Katakaki Takayuki) og Tomoyuki Katakaki (片上智之, Katakaki Tomoyuki) er tvillingbrødre og Taiseis trofaste følgesvende, om end de med deres intelligens burde vide bedre.
- Kohei Asou er ny elev på skolen. Her forelsker han sig ved første blik i Megumi uvidende om hvilke komplikationer, det roder ham ind.

## Manga
Det var egentlig ikke tanken, at der skulle have været et bind 2, men som Mikiyo Tsudas kollega og veninde Eiki Eiki påpegede, var det første bind hverken halvt eller helt, for det var endt uden egentlig konklusion, og læserne var af samme mening. Men hvordan videre? Hvem skulle Megumi vælge? Løsningen blev en ny person i form af Makotos lillebror Mikoto.
Det nye bind fik sat 続 (Zoku = fortsættelse) foran titlen. I oversættelsen hedder de to bind imidlertid The Day of Revolution 1 og 2.
Historien stopper imidlertid ikke her, for i Mikiyo Tsudas efterfølgende mangaserie Princess Princess havde hun brug for en tredje "prinsesse" udover hovedpersonerne Tooru og Juujirou, og her passede Mikoto perfekt. Og selvom han i Mikiyo Tsudas øjne stadig var en bifigur, blev han alligevel særligt populær blandt læserne og blandt seerne af den i foråret 2006 udsendte animeserie. Megumi selv og Makoto kommer også på besøg under skolefestivallen i bind 4 og det tilsvarende animeafsnit 10 Lovers' Time, ligesom de alle tre også er med i visual novel-spillet Princess Princess: Himetachi no Abunai Houkago. Mikoto er desuden med i tv-serien Princess Princess D og enbindsmangaen Princess Princess +.
| Bind | Titel                                                     | Udgivet i Japan | Japansk ISBN-nummer |
| --- | --------------------------------------------------------- | --------------- | ------------------- |
| 1 | The Day of Revolution 1 (革命の日 Kakumei no Hi)          | 25. marts 1999  | ISBN 4-403-61536-8  |
| Hovedpersonen Kei er en normal dreng og medlem af en beundret gruppe på sit gymnasium. Men en dag falder han pludselig om, og efter den efterfølgende undersøgelse har lægen en overraskende meddelelse: selv om Kei måske nok fysisk er en dreng, er han genetisk en pige. Dette vender op og ned på Keis liv, og enden bliver, at han begynder et nyt liv som pigen Megumi. For at lette hendes nye liv starter hun hemmeligt forfra i gymnasiet i en ny klasse og med lægens datter Makoto som træner og beskytter. Men det forhindrer ikke Kei/Megumis gamle venner i at komme på sporet af hemmeligheden. Og var drengen Kei tiltrækkende, så er pigen Megumi det i endnu højere grad. - "The Day of Revolution" (革命の日 "Kakumei no Hi") - "The Day of Rebirth" (再生の日 "Saisei no Hi") - "The Day of Battle" (決戦の日 "Kessen no Hi") |                                                           |                 |                     |
| 2 | The Day of Revolution 2 (続・革命の日 Zoku Kakumei no Hi) | 25. maj 2001    | ISBN 4-403-61633-X  |
| Alle på skolen kender nu Megumis hemmelighed, og de gamle venner har sat sig for at vinde hende. Men det er mod Megumis vilje, så hun flygter til stadighed over til Makoto. Her render hun bogstavelig talt på Makotos lillebror Mikoto der også mod sin vilje bliver eftertagtet af drenge. Og selv om Megumi og Mikoto ikke rigtig vil indrømme det, så spirer forståelsen og kærligheden mellem dem. Men de gamle venner har ikke i sinde at afgive Megumi så let. - "The Day of Revolution Continued" (続・革命の日 "Zoku Kakumei no Hi") - "The Day of Fate" (運命の日 "Unmei no Hi") - "365-Step March" (365歩のマーチ "365-ho no Maachi") |                                                           |                 |                     |

## Drama-cd'er
| Titel                                                               | Udgivet        | Kodenr.  | Type     | Indhold og bemærkninger     |
| ------------------------------------------------------------------- | -------------- | -------- | -------- | --------------------------- |
| The Day of Revolution ドラマCD「革命の日」 (Drama CD Kakumei no Hi) | 28. juli 2001  | SWCD-002 | Drama-cd | Drama-cd baseret på bind 1. |
| The Day of Revolution 2 「続・革命の日」 (Zoku Kakumei no Hi)       | 15. marts 2002 | SWCD-003 | Drama-cd | Drama-cd baseret på bind 2. |

### Stemmer
- Junko Takeuchi - Kei/Megumi Yoshikawa
- Fujiko Takimoto - Makoto Yutaka
- Naoki Yanagi - Mikoto Yutaka
- Eiji Takemoto - Hiroaki Kawada
- Chihiro Suzuki - Shuji Toba
- Kouichi Kasebe - Tadashi Tachimachi
- Susumu Chiba - Kazutoshi Shinmei
- Kenichi Suzumura - Taisei Nakagawa
- Kishou Taniyama - Takayuki Katakaki
- Takahiro Sakurai - Tomoyuki Katakaki